# اچ‌ام‌اس کوموس (۱۸۷۸)
اچ‌ام‌اس کوموس (۱۸۷۸) (به انگلیسی: HMS Comus (1878)) یک کشتی بود که طول آن ۲۲۵ فوت (۶۹ متر) بود. این کشتی در سال ۱۸۷۸ ساخته شد.